# Montpellier
Montpellier [monpelje] je město na jihu Francie v regionu Okcitánie, správní středisko departementu Hérault. Leží 10 km od pobřeží Středozemního moře, asi 130 km západně od Marseille a 570 km jižně od Paříže. S 281 tisíci obyvatel (z toho asi třetinu tvoří studenti) představuje osmé největší město Francie. V městské aglomeraci žije téměř 608 tisíc osob.
Montpellier je nejen průmyslovým městem, ale především sídlem starobylé univerzity, která byla ve středověku kulturním centrem jižní Francie. Ve městě se narodili svatý Roch, zakladatel sociologie Auguste Comte či malíř Frédéric Bazille. Vznikl zde Řád sv. Ducha z Montpellier a sídlí zde také montpellierské arcibiskupství.

## Historie
Montpellier je jedno z mála významnějších francouzských měst, která vznikla teprve ve středověku, a poprvé se připomíná k roku 968. Na římské silnici Via Domitia vznikla osada s hradem a kostelem, která se díky vynikající poloze a přístavu stala významným obchodním městem. Roku 1213 Montpellier vyženili aragonští králové a ve městě se postupně usadilo mnoho uprchlíků ze Španělska, také Židů a muslimů. Roku 1220 založil kardinál Konrád jako legát papeže Honoria III. lékařskou školu, která si získala vynikající pověst, takže ji roku 1289 papež Mikuláš IV. povýšil na univerzitu. Roku 1349 město koupili francouzští králové, za epidemií po roce 1350 však zemřela téměř třetina obyvatel. Roku 1364 byla na místě staršího kláštera založena katedrála svatého Petra, jeden ze symbolů města.
Roku 1593 si v jejím bezprostředním sousedství univerzita založila botanickou zahradu, která je na stejném místě i dnes. V 16. století měli ve městě převahu hugenoti a král Ludvík XIII. roku 1622 město kvůli tomu oblehl a dobyl. Protože hugenoti kladli silný odpor, král nakonec uznal platnost Nantského ediktu, postavil však nad městem mohutnou citadelu, aby případným dalším povstáním zabránil. V 19. století se Montpellier stal regionálním průmyslovým centrem a počt obyvatel stále rostl. V 60. letech 20. století po osamostatnění Alžírska přijalo město mnoho uprchlíků a v pozdějších letech se výrazně modernizovalo. Na východě města vzniklo nové sídliště Antigone a ve městě samém mnoho nových kulturních institucí a mezinárodní festival moderního tance.

## Doprava
12 km jihovýchodně od středu města je mezinárodní letiště Montpellier-Méditerranée, město leží na dálnicích A9 a A7 a má přímé železniční spojení do Paříže. Vlaky TGV tam dorazí za 3 hodiny a 19 minut, trať se dále prodlužuje směrem do Španělska. Městskou dopravu obstarává 5 tramvajových tratí a řada autobusových linek.

## Pamětihodnosti
- Střed města tvoří oválné náměstí Place de la Comédie mezi hlavním nádražím a starým městem.
- Vrcholně gotická katedrála sv. Petra se dvěma věžemi, založená roku 1364 a velmi dobře zachovaná.
- Historické budovy lékařské fakulty v bezprostředním sousedství katedrály a historická botanická zahrada v protějším parku.
- Promenade du Peyrou s vítězným obloukem Ludvíka XIV. na nejvyšším místě města. Vodní nádrž a vodotrysky napájel 14 km dlouhý akvadukt sv. Klementa.ze 17. století.
- Středověká hradební věž Babotte s astronomickou observatoří
- Sídliště Antigone s monumentálními budovami katalánského architekta Ricardo Bofilla.

### Galerie

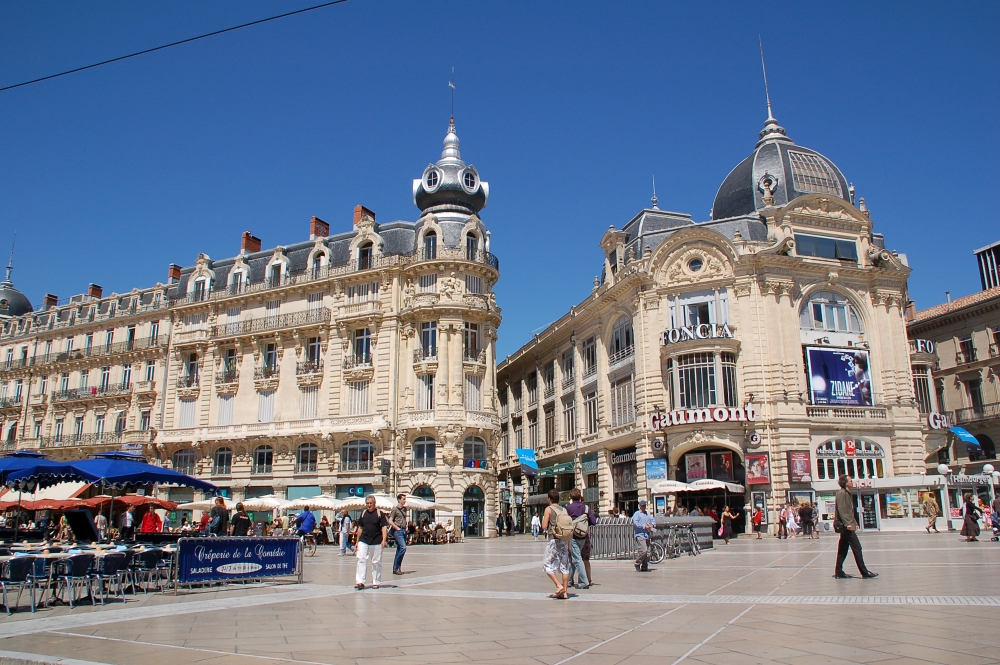
Place de la Comédie
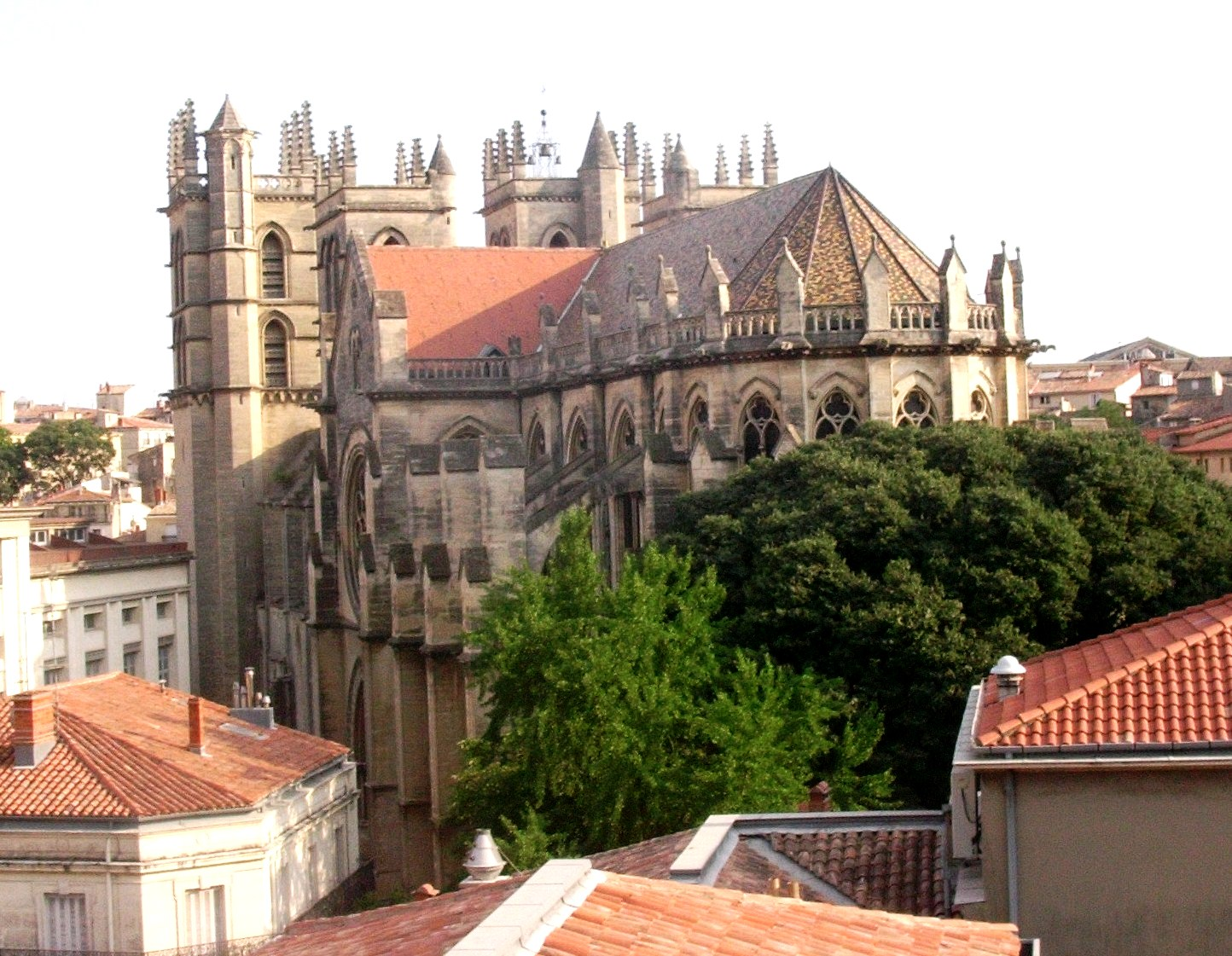
Katedrála sv. Petra
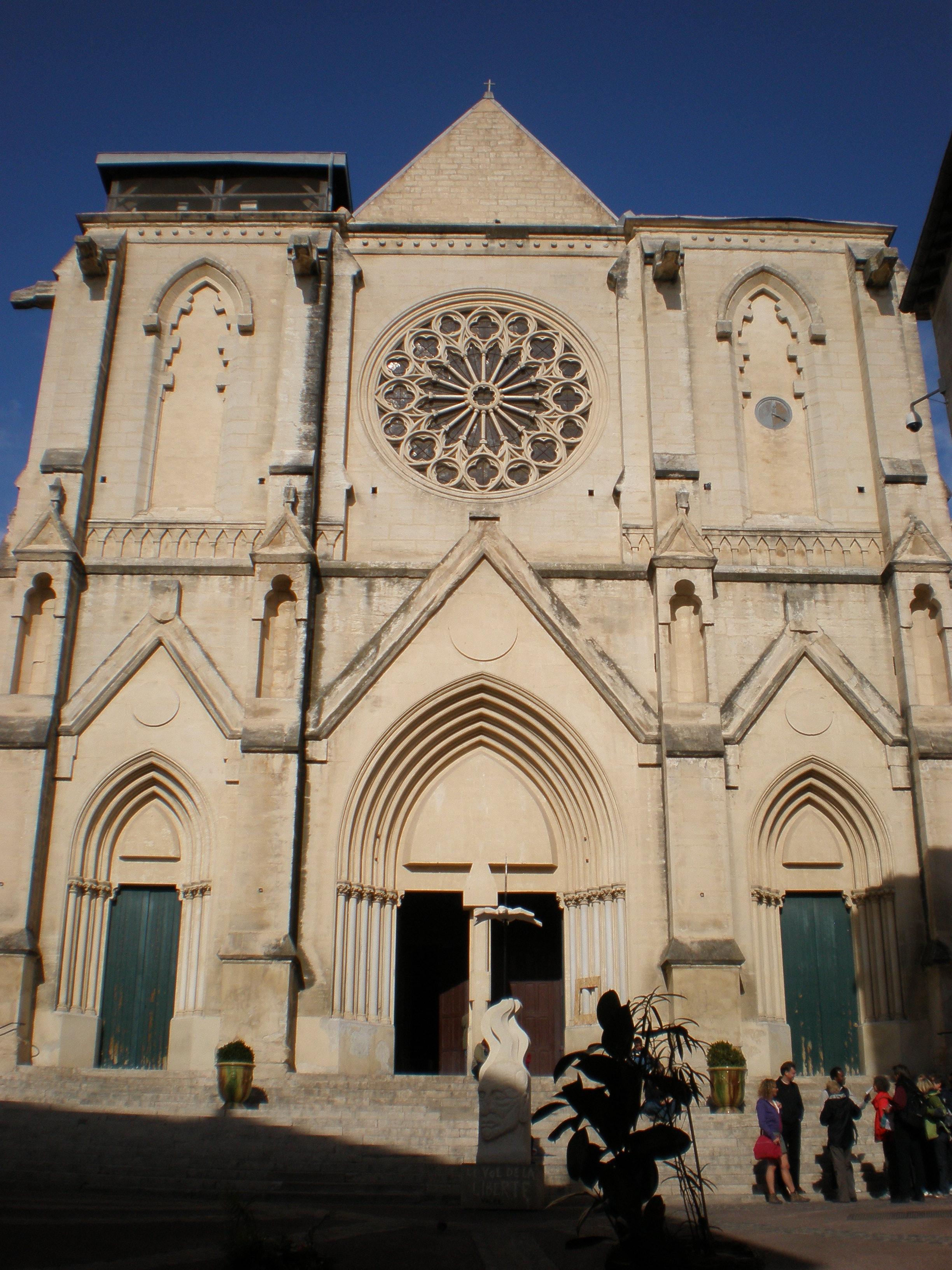
Kostel sv. Rocha
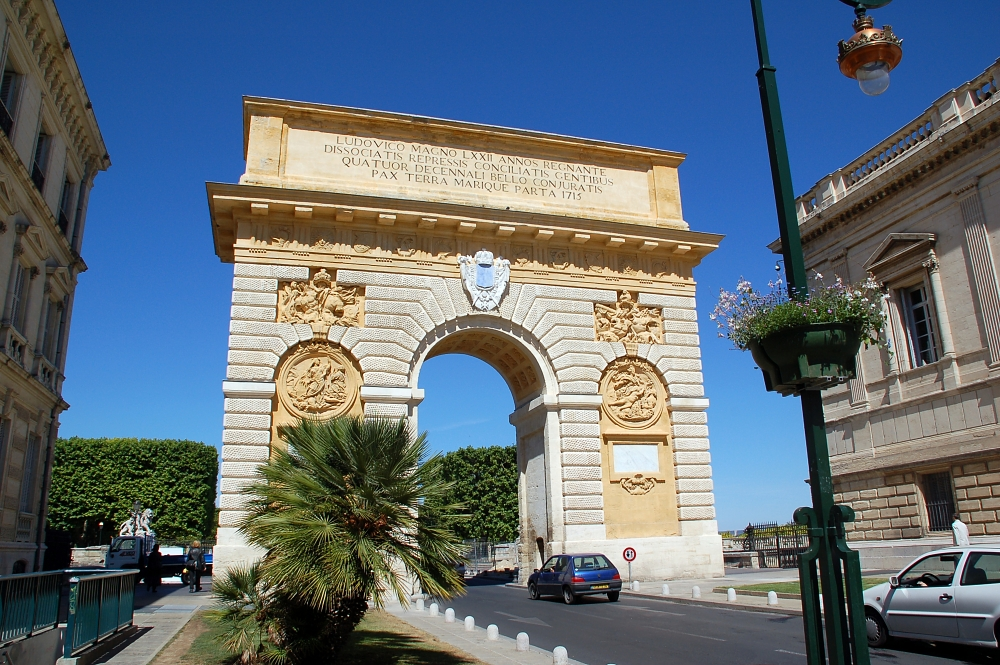
Vítězný oblouk Porte du Peyrou
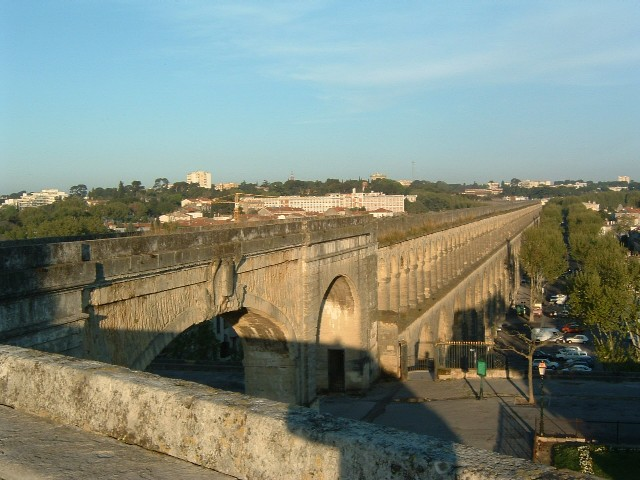
Akvadukt sv. Klementa
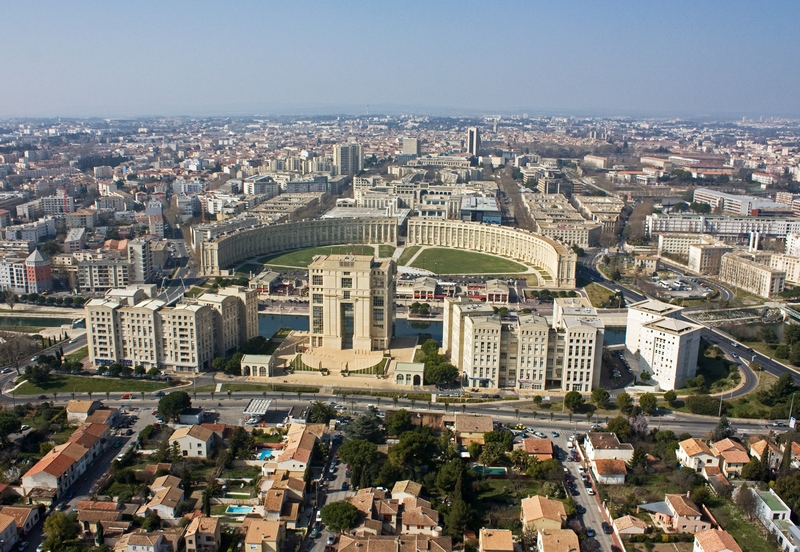
Sídliště Antigone

## Vzdělání
Montpellier má tři univerzity a kromě toho vysoké školy („grandes écoles“) chemie, zemědělských věd a protestantské teologie.
Město také hostí École nationale de l'aviation civile a Montpellier Business School.

## Vývoj počtu obyvatel
Počet obyvatel

## Slavní rodáci
- Jakub I. Aragonský (1208–1276), král aragonský, mallorský a valencijský[2]
- Svatý Roch z Montpellieru (1295?–1327), francouzský katolický světec, patron proti moru[3]
- Guillaume Rondelet (1507–1566), francouzský přírodovědec, lékař, anatom a ichtyolog[4]
- Auguste Comte (1798–1857), matematik, filozof, zakladatel pozitivismu a spoluzakladatel sociologie[5]
- Antoine Jérôme Balard (1802–1876), francouzský chemik, objevitel bromu[6]
- Alexandre Cabanel (1823–1889), francouzský malíř, představitel eklektismu[7]
- Frédéric Bazille (1841–1870), francouzský impresionistický malíř[8]
- Jacques Soustelle (1912–1990), francouzský antropolog, vysokoškolský učitel a politik[9]
- Juliette Gréco (1927–2020), zpěvačka, herečka a šansoniérka[10]
- Jean-Luc Dehaene (1940–2014), belgický politik, premiér Belgie v letech 1992–1999[11]
- Rémi Gaillard (* 1975), francouzský komik[12]
- Séverine Beltramová (* 1979), bývalá francouzská profesionální tenistka[13]
- Léolia Jeanjeanová (* 1995), francouzská profesionální tenistka[14]
- Tessah Andrianjafitrimová (* 1998), francouzská profesionální tenistka[15]

## Partnerská města
- Barcelona, Španělsko, 1963
- Čcheng-tu, Čína, 1981
- Fás, Maroko, 2003
- Heidelberg, Německo, 1961
- Louisville, USA, 1955
- Tiberias, Izrael, 1983
- Tlemcen, Alžírsko, 2009
- Sherbrooke, Kanada, 2006
- Rio de Janeiro, Brazílie, 2011
- Betlém, Palestina, 2012
- Kos, Řecko, 1962